# FC Hradec Králové
Az FC Hradec Králové egy cseh labdarúgócsapat Hradec Královéban, jelenleg a Cseh labdarúgó-bajnokság élvonalában szerepel.
Hazai mérkőzéseit a 9 300 fő befogadására alkalmas Všesportovní stadionban játssza.

## Története
A klubot 1905-ben alapítottá SK Hradec Králové néven. Szerepelt az 1960/61-es BEK sorozatában, miután 1960-ban csehszlovák bajnoki címet szerzett. A BEK-ben a Barcelona búcsúztatta a negyeddöntőben. 1995-ben a Cseh kupát sikerült megnyernie és ennek köszönhetően a KEK-ben indulhatott. A legjobb 16 között a Gyinamo Moszkva ellen esett ki. A 2002/03-as bajnoki idény végén kiesett a másodosztályba és a 2009/10-es szezon után tért vissza az elsőbe.

## Csapatnevek
Az FC Hradec Králové elnevezései az évek során a következőképp alakultak:
- 1905: SK Hradec Králové
- 1948: Sokol Hradec Králové
- 1949: Sokol Škoda
- 1953: DSO Spartak Hradec Králové
- 1976: TJ Spartak ZVU Hradec
- 1989: RH Spartak ZVU Hradec Králové
- 1990: SKP Spartak Hradec Králové
- 1992: SKP Fomei Hradec Králové
- 1994: SK Hradec Králové
- 2005: FC Hradec Králové

## Sikerei
- Csehszlovák bajnokság:
  - 1. hely (1): 1959/60
- Cseh kupa:
  - 1. hely (1): 1995
- Cseh másodosztály:
  - 1. hely (2): 2000/01, 2009/10

## Európai kupákban való szereplés
| Szezon  | Kiírás                      | Forduló   | Nemz. | Ellenfél         | Eredmény          |
| ------- | --------------------------- | --------- | ----- | ---------------- | ----------------- |
| 1960/61 | BEK                         | Selejtező | ROM   | Steaua București | játék nélkül      |
|         |                             | 1/8       | GRE   | Panathinaikósz   | 1-0, 0-0          |
|         |                             | 1/4       | ESP   | FC Barcelona     | 0-4, 1-1          |
| 1962    | Közép-európai kupa          | Csoport   | YUG   | Dinamo Zagreb    | 3-2, 1-2          |
|         |                             | Csoport   | ITA   | Juventus FC      | 2-3, 2-0          |
|         |                             | Csoport   | HUN   | Ferencvárosi TC  | 2-1, 1-0          |
| 1995/96 | Kupagyőztesek Európa-kupája | Selejtező | LIE   | Vaduz            | 5-0, 9-1          |
|         |                             | 1/8       | DEN   | København        | 5-0, 2-2          |
|         |                             | 1/4       | RUS   | Gyinamo Moszkva  | 0-1, 1-0 ns (1-3) |
| 1998    | UEFA Intertotó-kupa         | 1. kör    | NED   | FC Hobscheid     | 0-0, 2-1          |
|         |                             | 2. kör    | HUN   | Debreceni VSC    | 0-0 1-1           |
| 1999    | UEFA Intertotó-kupa         | 1. kör    | BLR   | Homel            | 1-0, 0-1 ns (1-3) |

## Keret
2012. január 3. szerint.
| #  |     | Poszt | Név               |
| -- | --- | ----- | ----------------- |
| 4  | CZE | KP    | Vlastimil Karal   |
| 5  | CZE | KP    | Radek Hochmeister |
| 6  | CZE | CS    | Jan Hodas         |
| 7  | CZE | KP    | Vojtěch Štěpán    |
| 9  | CZE | CS    | Pavel Černý       |
| 10 | CZE | CS    | Radek Voltr       |
| 11 | CZE | V     | Jaroslav Zelený   |
| 12 | CZE | K     | Radim Ottmar      |
| 13 | CZE | KP    | Jiří Janoušek     |
| 14 | CZE | CS    | Pavel Dvořák      |
| 15 | CZE | V     | Jakub Chleboun    |
| 16 | CZE | V     | Jiří Poděbradský  |

| #  |     | Poszt | Név                      |
| -- | --- | ----- | ------------------------ |
| 19 | CZE | CS    | Tomáš Malinský           |
| 20 | CZE | K     | Jiří Lindr               |
| 21 | CZE | V     | Marián Hock              |
| 22 | CZE | KP    | Tomáš Rezek              |
| 23 | CZE | V     | Marek Jandík             |
| 24 | CZE | V     | Michal Pávek             |
| 25 | CZE | V     | Marek Plašil             |
| 26 | CZE | KP    | Roman Fischer (kapitány) |
| 27 | CZE | V     | Milan Fukal              |
| 28 | CZE | KP    | Filip Klapka             |
| 30 | CZE | K     | Tomáš Koubek             |
|    | CZE | KP    | Jan Sisler               |

## Ismertebb játékosok
| - Pavel Černý - Jiří Hledík - Jaroslav Hůlka - Václav Kotal - Tomáš Koubek - Zdeněk Krejčí - Rosťa Macháček - Miloš Mejtský - Ladislav Moník | - Vladimír Mráz - Jaroslav Mudruňka - Zdeněk Pičman - Václav Pilař - Karel Piták - Karel Podhajský - Ladislav Pokorný - Jan Rolko |

## Külső hivatkozások
- Hivatalos weboldal (csehül)